# Paleodictiopteroïdeus
Els paleodictiopteroïdeus (Palaeodictyopteroidea) són un superordre extint d'insectes paleòpters del Paleozoic, caracteritzats per unes peces bucals exclusives consistents en cinc estilets. Són el primer grup important d'insectes herbívors i també els primers herbívors terrestres d'importància. Van aparèixer durant el Carbonífer mitjà (Serpukhovià tardà o Baixkirià primerenc), continuant a través del Permià superior. Aquest vast i divers grup inclou el 50% de tots els insectes coneguts del Paleozoic.

## Taxonomia
El superordre Palaeodictyopteroidea inclou quatre ordres:
- Ordre Archodonata Martynov, 1932 †
- Ordre Diaphanopterodea Handlirsch, 1919 †
- Ordre Megasecoptera Rohdendorf, 1961 †
- Ordre Palaeodictyoptera Goldenberg, 1877 †